# Чистяков, Фёдор Фёдорович
Фёдор Фёдорович Чистяков (1922 — 02.11.1942) — младший лейтенант РККА, герой Великой Отечественной войны. В бою 6 июня 1942 г. у деревни Астрилово возглавил оборону и лично уничтожил более 200 солдат и офицеров противника. Был представлен к званию Героя Советского Союза, но награждён только Орденом Ленина. 
Имя героя до 1992 года носила 129 школа Красногвардейского района города Ленинграда (ул. Большая Пороховская, 8).

## Биография
Фёдор Чистяков родился в 1922 году в городе Сестрорецке. Работал слесарем на Сестрорецком оружейном заводе. На фронт Чистяков ушёл в первый день войны. Первое время служил поваром в 5-м лыжном батальоне. Однако позднее командир батальона Василий Славнов взял Фёдора к себе ординарцем. В составе этого подразделения Чистяков участвовал в боях под Москвой и Старой Руссой.

## Подвиг
В ходе боя 6 июня 1942 года у деревни Астрилово Чистяков, оставшись с 8 бойцами, возглавил оборону населенного пункта и пулеметным огнем уничтожил более 200 солдат и офицеров противника. При этом он более 6 часов вел бой в одиночку.
Подвиг Чистякова получил широкую известность на всем Северо-Западном фронте. Известные поэты Светлов и Матусовский написали стихи в его честь.

## Ранение и смерть
Чистяков, которому было присвоено звание младшего лейтенанта, неоднократно отличался во время боев вдоль реки Редья. В бою 2 ноября 1942 года командир пулеметного взвода 2-го стрелкового батальона 44-й стрелковой бригады 1-й Ударной армии Северо-Западного фронта младший лейтенант Федор Федорович Чистяков был тяжело ранен. Врачам не удалось его спасти, и он скончался в ночь на 3 ноября.
Федор Чистяков погребен в Центральном воинском захоронении Самбатово.